# Blaž Brezovački
Blaž Brezovački, slovenski nogometaš, * 29. april 1987, Ljubljana.
Blaž Brezovački je slovenski nogometaš, njegov položaj pa je sredina igrišča. Brezovački je kariero začel pri Olimpiji, nato pa še kot najstnik prestopil k sloviti Benfici. Tam so mu hitro nadeli vzdevek »Mali Zlatko Zahovič«, kljub visokim pričakovanjem pa ni povsem zadovoljil okusa strokovnega štaba.